# Ronaldo Prieto
Ronaldo de Jesús Prieto Ramírez (Santiago Tuxtla, Veracruz, México; 3 de marzo de 1997), es un futbolista mexicano que se desempeña como mediocampista. Actualmente es jugador del Club Santos Laguna de la Liga MX.

## Trayectoria

### Club Deportivo Tiburones Rojos de Veracruz
Ronaldo Prieto fue pieza clave para el gran año que firmaron los Albinegros de Orizaba y llegó a los Tiburones Rojos para cumplir con los minutos de menor y hacerse de un nombre en el balompié nacional. Se convirtió en pieza clave del entrenador Juvenal Olmos.
Antes de su llegada a los bicolores, participó con los clubes Brujos de San Andrés Tuxtla, Atlético Estudiantes de San Andrés Tuxtla y Atlético Acayucan de la Tercera División Profesional del Fútbol Mexicano.
Debutó el 20 de julio de 2018 en la Primera División, en el juego Veracruz 0-2 UNAM. Tras el descenso de los Tiburones Rojos de Veracruz en 2019 se fue cedido a préstamo al club Tampico Madero F. C. de la extinta Liga de Ascenso.
A mediados de 2020 volvió a la Primera División para militar con el Club Santos Laguna.

## Estadísticas
Actualizado al último partido jugado el 3 de octubre de 2022.
| Veracruz · México                                                 | 1.ª           | 2018-19       | 15 | 0 | 1 | 1 | ― | ― | 16 | 1 |
| Veracruz · México                                                 | Total club    | Total club    | 15 | 0 | 1 | 1 | 0 | 0 | 16 | 1 |
| Tampico Madero F. C. · México                                     | 2.ª           | 2019-20       | 19 | 6 | ― | ― | ― | ― | 19 | 6 |
| Tampico Madero F. C. · México                                     | Total club    | Total club    | 19 | 6 | 0 | 0 | 0 | 0 | 19 | 6 |
| C. Santos Laguna · México                                         | 1.ª           | 2020-21       | 21 | 1 | ― | ― | ― | ― | 21 | 1 |
| C. Santos Laguna · México                                         | 1.ª           | 2021-22       | 18 | 0 | ― | ― | 2 | 0 | 20 | 0 |
| C. Santos Laguna · México                                         | 1.ª           | 2022-23       | 12 | 0 | ― | ― | ― | ― | 12 | 0 |
| C. Santos Laguna · México                                         | Total club    | Total club    | 51 | 1 | 0 | 0 | 2 | 0 | 53 | 1 |
| Total carrera                                                     | Total carrera | Total carrera | 85 | 7 | 1 | 1 | 2 | 0 | 88 | 8 |
| (1)Incluye datos de Copa México. (2)Incluye datos de Leagues Cup. |               |               |    |   |   |   |   |   |    |   |